# Hillevi Callander

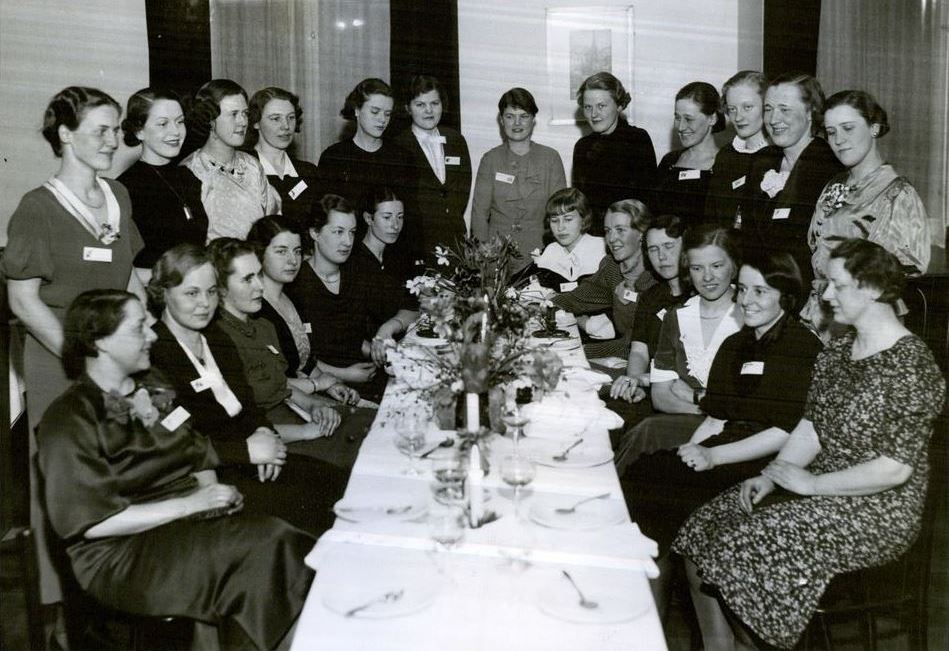
Teknolog Hillevi Callander som sjätte stående från vänster vid Kvinnliga teknologers sammanslutning, mars 1937.

Hillevi Maria Sofia Callander, född 20 september 1915 i Södertälje, död 27 februari 2005 i Umeå stadsförsamling, var en svensk arkitekt, huvudsakligen verksam i Umeå. Hon ritade såväl bostadshus som kontors- och affärsbyggnader i modernistisk stil.
Hillevi Callander var dotter till Herman Callander och Hildur Nordstedt. Hon avlade studentexamen i Södertälje 1935 och praktiserade samma år hos arkitekt Tore E:son Lindhberg. Åren 1936–1940 studerade hon vid Kungliga Tekniska högskolan i Stockholm. Efter studierna var hon anställd hos Tore E:son Lindhberg och hos stadsarkitekten i Södertälje och därefter på Köpmannaförbundet i Stockholm (1943–1946 samt 1949–1952). 
År 1946 bosatte hon sig i Umeå för att starta ny verksamhet inom Köpmannaförbundet. Efter tre år återvände hon en period till Stockholm, men tog 1952 anställning hos arkitekt Denis Sundberg i Umeå. I Umeå drev hon senare Callander Arkitektkontor AB från 1959 till dess att företaget uppgick i Västerbottenskommunernas arkitekt- och byggnadskontor 1978.
Åren 1949–1954 var hon gift med ingenjören Stig Bjelke. Hillevi Callander är gravsatt i minneslunden på Norra kyrkogården på Sandbacka i Umeå.

## Uppdrag i urval

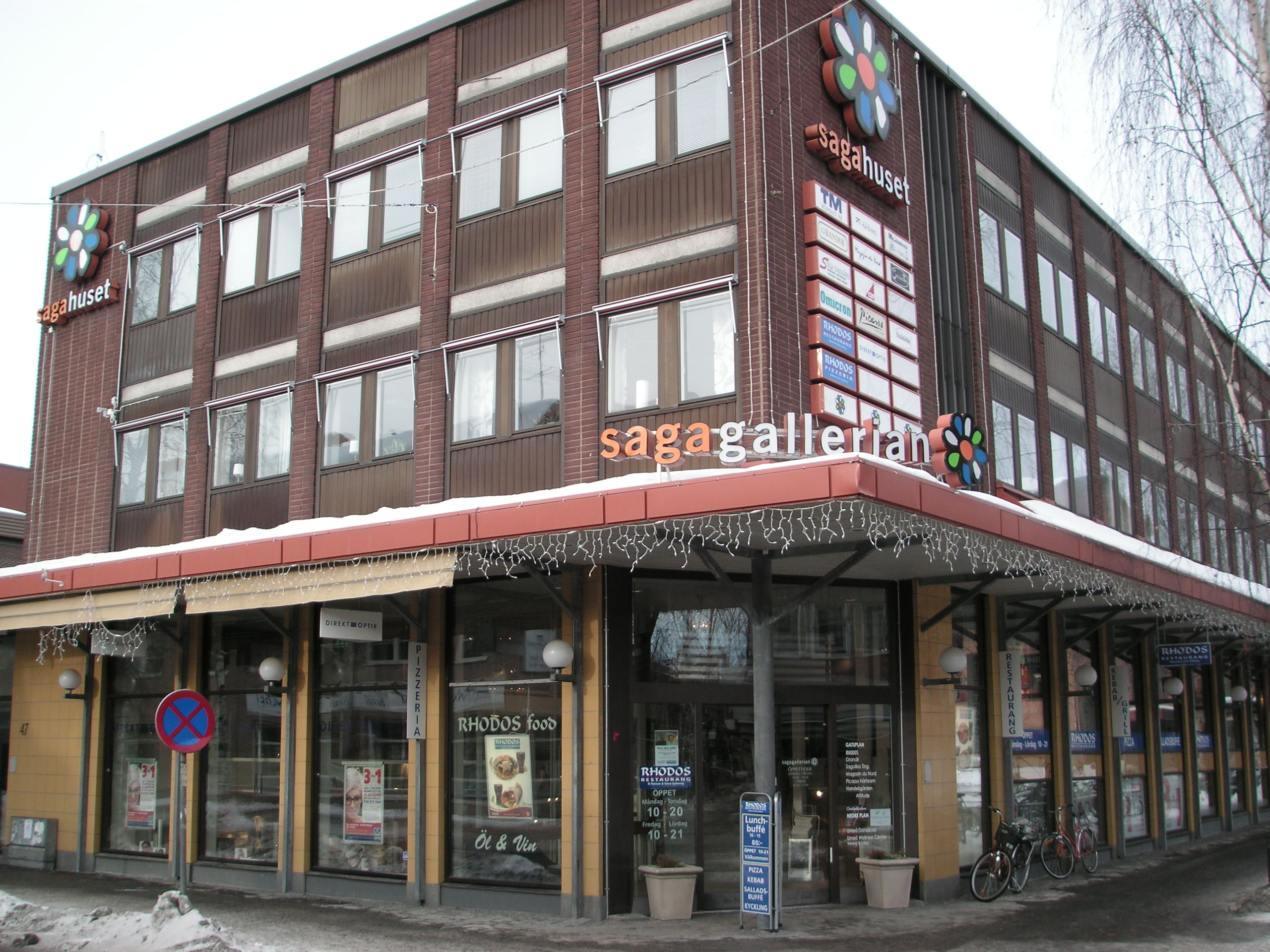
Sagagallerian, ursprungligen byggd som polishus.

- 1958 – Västerbottens läns landstings sjuksköterskeskola i Umeå
- 1961 – Bäcklunds varuhus i Umeå (senare Domus, numera MVG-gallerian)[4]
- 1962 – handelsgymnasiet i kvarteret Champinjonen på Berghem i Umeå
- 1965 – kommunalt daghem på Berghem
- 1965 – barntandvården i Umeå
- 1965 – polishuset vid korsningen Götgatan–Skolgatan i Umeå (numera Sagagallerian)[4]
- 1965 – Sandaparkens centrum
- 1966 – om- och nybyggnad av Backens ålderdomshem
- 1967 – elevbostäder till Umeå lantbruksskola; i dag Forslundagymnasiet
- 1968 – Umebygdens vårdhem
- 1968 – långvårdssjukhus i Bjurholm, Åsele, Dorotea och Vilhelmina
- 1974 – Hemgården Umeå – servicecenter
- 1976 – Länsstyrelsens nybyggnad för Vägförvaltningen